# Lee Hong-koo
Lee Hong-koo, hangul: 이홍구 (ur. 9 maja 1934 w Goyang-gun) – południowokoreański polityk, politolog, ambasador, premier Korei Południowej w latach 1994–1995.
Początkowo od 1953 studiował prawo na Narodowym Uniwersytecie Seulskim. Ostatecznie w 1959 ukończył studia na Uniwersytecie Emory’ego. Obronił doktorat z politologii na Uniwersytecie Yale. Później był do 1969 pracownikiem naukowym Uniwersytetu Emory’ego, a także Uniwersytetu Case Western Reserve. Przeniósł się następnie na Narodowy Uniwersytet Seulski, gdzie pracował jako profesor politologii. Od 1986 do 1988 przewodniczył Koreańskiemu Towarzystwu Politologicznemu. W 1988 został ministrem unifikacji, a trzy lata później ambasadorem Korei Południowej w Wielkiej Brytanii.
17 grudnia 1994 został powołany przez prezydenta Kim Young-sama na funkcję premiera, którą sprawował dokładnie przez rok. W 1996 wybrano go do parlamentu. Od maja 1998 do sierpnia 2000 był koreańskim ambasadorem w Stanach Zjednoczonych. Przewodniczył komitetowi organizującemu w 2002 Mistrzostwa Świata w Piłce Nożnej. Zasiadał następnie w organach różnych organizacji międzynarodowych, m.in. Klubie Madryckim, Seulskim Forum Spraw Międzynarodowych i Instytucie Azji Wschodniej.